# Витос
Витос или Долос (на гръцки: Βυθός, до 1927 година Ντόλος, Долос) е село в Егейска Македония, Гърция, част от дем Горуша (Войо) на област Западна Македония.

## География
Селото е разположено на 980 m надморска височина, на пътя Кожани – Неаполи (Ляпчища) – Коница, високо в югозападните склонове на планината Горуша (Войо). Отдалечено е на 2 km на север от Пендалофос (Жупан). Селото има две махали – северната Горно Долос (Ано Витос) под връх Караули (1188 m), чиито скали се издигат ветрикално 200 m, и Долно Долос (Като Витос) в стръмната клисура на река Сюци.

## История

### Етимология
Името на селото е от славянската дума дол, „ниско място“.

### В Османската империя
Долос към 1550 – 1600 година има 5 – 6 семейства, но особеността на местоположението привлича, през XVIII век поради албанските преследвания, популации от унищожената Палеохория – като Фтери, Калогрица, Залци, Искиондоло и Палиокримини, а по-късно и от Кипсели, Филипища, Сули и Керасово от Епир. Семействата, които идват от старото село Искиондоло, създават Долно Долос. По-късно са създадени трите махали на Горно Долос, докато около 1630 – 1640 година централната махала е заселена от земеделските семейства от старото село Фтери (в подножието на Елия, близо до Палиомонастиро). Около 1700 – 1720 година източната махала е създадена от семействата на старите села Калогрица и Залци, докато през 1720 – 1740 година най-високата махала е създадена от семейства, прогонени от Керасово, Епир.
В XIX век Долос е село в Жупанска нахия в Населишка каза на Османската империя. Жителите се занимават предимно със строителство, но имат и малко обработваеми земеделски площи покрай Праморица.
Централната „Въведение Богородично“ е от XVIII – XIX век. Край селото е разположен Витоският манастир „Света Троица“. В близост до манастира е манастирската църква „Свети Архангели“, единствената оцеляла от стар манастир. Малка църква със същото име „Свети Архангели“ от манастир, основан в XVI век и разрушен по-късно от албанци е оцеляла в местността Фтери, в южното подножие на връх Профитис Илияс.
Църквата „Свети Илия“ е от края на XIX век и е обща за жителите на Долос и Жупан. През Втората световна война е разрушена от италиански бомбардировки. Възстановена е в 1955 година. Между Витос и Авгеринос (Костанско), край Праморица, в местността Панайопула се намира красивият и колоритен параклис „Света Богородица“.
Александър Синве („Les Grecs de l’Empire Ottoman. Etude Statistique et Ethnographique“) в 1878 година пише, че в Долос (Dolos), Сисанийска епархия, живеят 600 гърци.
Според статистиката на Васил Кънчов („Македония. Етнография и статистика“) в 1900 година Долос има 561 жители гърци християни.
На Етнографската карта на Битолския вилает на Картографския институт в София от 1901 година Доло е чисто гръцко село в казата Населица на Серфидженския санджак със 119 къщи.
Според статистика на Серфидженския санджак на гръцкото консулство в Еласона от 1904 година в Долос (Δόλος), Населишка каза, живеят 500 гърци елинофони християни.
Долос е база на гръцките андартски чети по време на Гръцката въоръжена пропаганда в Македония 1904 – 1908 година.

### В Гърция
През Балканската война в 1912 година в селото влизат гръцки части и след Междусъюзническата в 1913 година Долос остава в Гърция. В 1927 година името на селото е преведено на Витос, тоест Пропаст.
Гробищната църква „Свети Пантелеймон“, известна като Джовани, е построена в 1929 година. В 1986 година изгаря след небрежност, но бързо е възстановена.
В началото на изкуственото езеро на река Праморица се намира параклисът „Свети Поликарп“, който оцелява при създаването на язовира. Каменната църква е построена от митрополит Поликарп Сисанийски.
Населението традиционно произвежда жито, картофи и други земеделски продукти, като се занимава и със скотовъдство.
| Име                   | Име        | Ново име   | Ново име   | Описание                               |
| --------------------- | ---------- | ---------- | ---------- | -------------------------------------- |
| Праморица             | Πραμορίτσα | Рема       | Ρέμα       | река на И от Витос                     |
| Караули               | Καραούλι   | Скопос     | Σκοπός     | връх в Горуша на СИ над Витос (1188 m) |
| Строзово или Стражово | Στράζοβον  | Маври Рахи | Μαύρη Ράχη | връх в Горуша на СЗ над Витос (1335 m) |
| Нирикита              | Νιρικήτα   | Кодини     | Κοντηνή    | гора в Горуша на СЗ от Витос           |

| Година    | 1913 | 1920 | 1928 | 1940 | 1951 | 1961 | 1971 | 1981 | 1991 | 2001 | 2011 | 2021 |
| --------- | ---- | ---- | ---- | ---- | ---- | ---- | ---- | ---- | ---- | ---- | ---- | ---- |
| Население | 770  | 559  | 593  | 611  | 342  | 335  | 227  | 277  | 252  | 184  | 122  | 72   |